# Dendropsophus mapinguari
Dendropsophus mapinguari es una especie de anfibio anuro de la familia Hylidae.

## Distribución geográfica
Esta especie es endémica de Brazil. Científicos han lo visto en solamente tres lugares.

## Publicación original
- Peloso PLV, Orrico VGD, Haddad CFB, Lima-Filho GR, Sturaro MJ 2016 "A new species of clown tree frog, Dendropsophus leucophyllatus species group, from Amazonia (Anura, Hylidae)." South American J Herpetology 11: 66-80.[1]